# Moroto
Moroto – miasto w Ugandzie, stolica dystryktu Moroto.